# فرودگاه زورخ ان هوپ
فرودگاه زورگ ان هوپ  (به انگلیسی: Zorg en Hoop Airport)  یک فرودگاه همگانی  با کد یاتا ORG است که یک باند فرود آسفالت / چمن دارد و طول باند آن ۶۵۰ متر است. این فرودگاه در شهر پاراماریبو کشور سورینام قرار دارد و در ارتفاع ۳ متری از سطح دریا واقع شده است.